# 무림제국
무림제국은 중국 게임업체 롱투가 개발한 전략시뮬레이션 웹게임이다. 한국어로는 대한민국의 게임업체 엔씨소프트가 퍼블리싱 서비스했었다.

## 대한민국 서비스
대한민국 서비스 개시 이전부터, 당시 블루오션으로 평가되던 웹게임 장르에 거대 게임 업체 엔씨소프트의 등장으로 화제가 되었다. 2009년 12월 정식 서비스를 개시하였고 아이온 등 기존 게임과의 연계를 추구하였다.
당시의 웹게임 시장에서 타사의 웹게임에 비해 경쟁력이 떨어졌다. 높은 퀄리티의 웹게임에 반해 비주얼 적인 요소가 떨어지고 웹게임 특유의 부분 유료 시스템이 더욱 강조된 게임성으로 인해 게임의 접근성이 떨어졌다.
웹게임의 라이프 싸이클인 1~2년 정도를 고려한다면 게임의 수명은 적절한 수준이었다.
웹게임의 기본적인 기능에 충실하여 초보자도 쉽게 따라할 수 있는 정도의 인터페이스 수준을 가지고 있었으나,
후반 컨텐츠의 부재로 인해 게임의 목적을 상실할 수 있는 시스템으로 디자인 되어있다.
게임의 기본적인 구조는 중국에서 생산되는 웹게임의 기본적인 시스템을 따르고 있다.
2012년 3월 엔씨소프트의 대대적인 캐주얼 게임의 축소로 인해 다른 캐주얼 게임들과 함께 서비스가 종료되고 말았다.

## 같이 보기
- 엔씨소프트#연혁
- 엔씨소프트#웹게임들에서 태만한 운영
- 웹게임